# تانل کورباس
تانل کورباس (استونیایی: Tanel Kurbas؛ زادهٔ ۸ مهٔ ۱۹۸۸) بازیکن بسکتبال اهل استونی است.
از باشگاه‌هایی که در آن بازی کرده‌است می‌توان به تیم بسکتبال دانشگاه تارتو اشاره کرد.